# Apixita
Apixita är en ort i Mexiko.   Den ligger i kommunen San Andrés Tuxtla och delstaten Veracruz, i den sydöstra delen av landet, 400 km öster om huvudstaden Mexico City. Apixita ligger 59 meter över havet och antalet invånare är 601.
Terrängen runt Apixita är huvudsakligen platt, men österut är den kuperad. Runt Apixita är det ganska glesbefolkat, med 47 invånare per kvadratkilometer. Närmaste större samhälle är San Andres Tuxtla, 16,9 km nordost om Apixita. Omgivningarna runt Apixita är en mosaik av jordbruksmark och naturlig växtlighet.